# What Is and What Should Never Be (Supernatural)
"What Is and What Should Never Be" (no Brasil "Apenas um Sonho") é o vigésimo episódio da segunda temporada da série de televisão de fantasia e terror Supernatural. Foi exibido originalmente em 3 de maio de 2007 nos Estados Unidos pela The CW.  A narrativa segue o protagonista da série Dean Winchester (Jensen Ackles), que se encontra em uma realidade alternativa após um confronto com um djinn. A criatura parece ter cumprido o maior desejo do personagem: que sua mãe não tivesse morrido quando era criança. Dean está feliz no novo mundo até que se torne evidente que seu trabalho anterior como um caçador de criaturas sobrenaturais foi desfeito. Nesse ponto, ele rejeita a realidade alternativa, e tenta encontrar um método para trazer a si mesmo de volta à realidade.
O episódio marcou a estreia como diretor do criador da série Eric Kripke e foi escrito por Raelle Tucker. O episódio apresenta o retorno dos personagens falecidos Mary Winchester (Samantha Smith) e Jessica Moore (Adrianne Palicki). Kripke gostou de expandir a personagem de Marry, que só foi brevemente descrita nos episódios anteriores. O cronograma da produção teve de ser alterado para acomodar Palicki, que foi simultaneamente trabalhar na série de TV Friday Night Lights.
Apesar de obter baixa audiência, o episódio recebeu críticas positivas que tanto elogiaram o desempenho de  Ackles quanto o retorno de Smith e Palicki à série. Tucker também recebeu um Constellation Awards pelo seu trabalho no episódio.

## Enredo
O episódio começa em um armazém abandonado, onde Dean (Jensen Ackles) é atacado pelo djinn que estava caçando. De repente, ele se encontra em um mundo no qual sua mãe (Smith) não foi morta pela demônio Azazel. Ele e seu irmão Sam (Jared Padalecki) não foram criados para serem caçadores de criaturas sobrenaturais, e não estão mais próximos; quando um confuso Dean lhe pede ajuda, Sam acha que ele está bêbado. Na nova realidade, Dean está namorando a bela Carmen (Michelle Borth) e Sam está noivo de Jessica (Palicki) — outra vítima de Azazel. Embora Dean goza de sua nova vida, uma jovem mulher fantasmagórica parece estar lhe assombrando. Percebe que todas as pessoas que ele e Sam haviam salvado como caçadores estão agora mortos e que ele e Sam têm uma relação distante e um tanto contraditória, e é confrontado com a imagem de cadáveres em seu armário. Depois de visitar o túmulo de seu pai John, que morreu no ano anterior de um acidente vascular cerebral, Dean decide que deve desistir de sua felicidade recém-descoberta para salvá-los.
Na necessidade de um objeto de prata — a fraqueza do djinn — Dean invade a casa de sua mãe para roubar uma faca de prata esterlina. No entanto, ele é capturado por Sam, que acha que ele está roubando de sua mãe. Enquanto Dean a princípio finge que precisa da faca para pagar uma dívida de jogo, ele finalmente revela a verdade. Embora Sam não acredita nele, ele acompanha seu irmão para a toca do djinn do armazém. Lá Dean descobre uma pessoa, ele foi vendo que é uma vítima do djinn. Percebendo que ela está viva, mas em um estado alucinatório — uma forma da criatura manter suas vítimas sem resistência, enquanto se alimenta — Dean percebe que ele também está dentro de um mundo fictício. Sabendo que uma pessoa acorda, se ele ou ela morre em um sonho, decide se matar. Carmen, Jessica, e sua mãe aparecem e tentam convencê-lo de ficar. Dean resiste a vontade de ficar, e desperta no mundo real após esfaquear-se. Sam, que já está no armazém tentando resgatá-lo, é atacado pelo djinn, mas Dean mata a criatura.

## Produção

### Escrita
A primeira experiência do criador da série Eric Kripke como diretor foi escalar o elenco para o vigésimo episódio da temporada, e Raelle Tucker estava programado para escreve-lo. Kripke queria um script que fosse como uma "possível prova para diretor", mas que iria "trabalhar com uma estrutura e realmente fazer algo diferente". Ele derrubou todas as ideias dos escritores armou para ele até que Tucker sugeriu um suplente episódio realidade. Inspirando-se no episódio de Buffy the Vampire Slayer "Normal Again", Kripke estava animado com o conceito. Ele sentiu momento definitivo de Dean foi a morte de sua mãe Maria, para que o "caminho de desvio" da nova realidade seria baseada sobre a questão: "E se a mãe nunca tivesse morrido?" Essa alteração permite que Sam e Dean a viver vidas normais, embora à custa de seu relacionamento. O ponto de falsa realidade, na opinião de Kripke, era mostrar que os irmãos não estariam perto se não tivesse se tornado caçadores. O pessoal tentou persuadi-lo a remover este aspecto, mas ele pensou que seria ruim para Sam e Dean a ter uma "relacionamento 7th Heaven". Uma vez que a história foi totalmente desenvolvido, Tucker deu rédea livre sobre o script, o que a surpreendeu porque ela esperava Kripke para "ser mais de um driver de banco de trás do que ele era".
A oportunidade de trazer de volta a personagem de Mary Winchester animou Kripke. Embora ela seja uma força matriz por trás das missões para matar o demônio Azazel e é referenciada várias vezes ao longo das duas primeiras temporadas, as suas duas aparições na série foram muito breves. O episódio permitiu que o personagem fosse expandido, retratando-a como uma "mãe realmente perfeita e idílico". No entanto, Kripke sentiu que Dean iria perceber que algo estava errado, se foi concedido a ele um "mundo de sonhos perfeitos", então John Winchester, que morreu na estreia da segunda temporada, manteve-se morto.
A versão final do episódio diferente do conceito original. Ele foi inicialmente destinado a Dean para ser um "enorme perdedor" em sua nova vida, sendo um caçador é o que lhe dá estrutura e finalidade. Sem caça, ele seria um barfly desempregado. Kripke comparou a nova realidade a um romance de Charles Bukowski, mas observou que o Dean altruísta ainda preferia o novo universo, com Sam feliz e vivendo uma boa vida. No entanto, o produtor executivo Robert Singer e outros o convenceram a mudar isso, porque não achou que Dean seria feliz de repente, acordando em uma realidade. outra variação resultaram da falta de Dean de alguém em quem confiar, normalmente Sam é o seu confidente. Porque os escritores achou difícil comunicar sentimentos de Dean, os primeiros rascunhos do roteiro incluiu uma série de monólogos interiores. Estes foram finalmente substituídos por uma cena em que ele discute o djinn com um professor. O estúdio queria que a cena de Dean e sua namorada Carmen beijando no sofá para incluir o sexo. No entanto, Kripke não podia trabalhá-lo no script, porque ele achou que ela seria irrealista propositalmente atrasado para seu trabalho como uma enfermeira de hospital.

### Djinn
Os escritores tinham vontade de criar a nova realidade, e escolheram um gênio para o facilitar. O islâmico djinn, as origens do ser folclórico fizeram deste o monstro do episódio, mas contou com a "concepção bastarda ocidental" de desejo de concessão para caber o episódio. Para evitar o retrato típico de gênios na cultura popular, tais como os de Aladdin e I Dream of Jeannie, que optou por criar uma "torção lógica do conhecimento", tornando a criatura vampírica. Tucker inicialmente prevista para o método de alimentação da criatura para ser mística-lo inalaria essência da sua vítima a vida de sua ou sua boca. No entanto, Kripke preferiu denominá-lo mais como um filme de terror, e teve a alimentação de um djinn no pescoço de sua vítima.
A aparência da criatura foi inspirada por uma imagem de uma mulher com uma tatuagem de hena nas costas, que Kripke encontrara na internet. Ele achou que seria interessante ter o corpo inteiro do vilão tatuado. O ator que interpretou o djinn- Mackenzie cinza -teve a cabeça raspada, de modo especial os efeitos maquiador Toby Lindala só usou uma prótese menor para cobrir as sobrancelhas Gray. Lindala encontrou as tatuagens para ser um "desafio particular" porque eram "os intrincados desenhos". O cronograma de produção não poderia acomodar as seis horas necessárias para aplicar a maquiagem a cada dia, de modo que o ator foi reservado com a condição de que o make-up não pode ser removido por quatro dias. vida pessoal de Gray foi afetado por isso, como as pessoas na rua estavam com medo por sua aparência. Lindala ficou surpreso que Gray foi capaz de manter as tatuagens sem danos fora do filmando.

### Filmagens
A filmagens para o episódio ocorrerão em Vancouver, no Canadá. Kripke queria que Adrianne Palicki reprisa-se seu papel de Jessica Moore - a falecida namorada de Sam, mas ela estava ocupada no Texas filmando à base da série de televisão Friday Night Lights. Porque Jessica era um aspecto integrante do enredo, o cronograma de produção foi ajustado para acomodar a atriz. Os primeiros cinco dias de filmagem iniciada por "What Is and What Should Never Be", e, em seguida, a produção deslocou-se para a parte I de "All Hell Breaks Loose" até que Palicki se tornou disponível para os três últimos dias de filmagens. No entanto, ela não estava presente para as filmagens do clímax do episódio. Em vez disso, a atriz filmou sua parte na frente de uma tela azul, e mais tarde foi adicionada digitalmente para a cena.
Como a série tem geralmente uma atmosfera escura, muitas vezes consistindo em "conjuntos com sujeira e um senso de perigo", Kripke queria que houvesse um contraste entre os dois mundos. Por isso, ele solicitou que o designer de produção Jerry Wanek construir as "os conjuntos mais belos, quentes e carinhosos que você já viu". O fotografo Ladouceur Serge também fez as sombras habituais e "mal-humorado de iluminação" mais coloridas e quentes. Embora choveu quase constantemente por meio de filmagens, surgiu um clima perfeito para a filmagem de uma das cenas principais de contraste - Dean cortar a grama. Kripke queria que parecesse "perfeito demais para ser real", e foi capaz de filmar a "cena, ensolarada bonita". O depósito "creepy" usado como um covil pelo djinn era um conjunto armazém redesenhado a partir da série de televisão Kyle XY.
| What Is and What Should Never Be (Supernatural)                 | Eu tive essa ideia aleatória na minha cabeça que Dean saia em uma caçada e quer ou não quer que Sam vá com ele e Sam vinha de qualquer maneira, foi muito reflexivo do que a primeira cena onde esbarramos no piloto, e eles entraram que a primeira luta. Fiquei obcecado com a recriação… | What Is and What Should Never Be (Supernatural) |
| — Kripke sobre sua inspiração para incluir homenagens ao piloto | |                                                 |

Um dos primeiros diretores Kripke haviam se tornado conhecer e aprender com era David Nutter. Kripke quis, assim, incluir homenagens ao trabalho Nutter sobre o piloto; algumas cenas da nova realidade foram feitos para ser recriações a partir do primeiro episódio. A tripulação tentou combinar os ângulos de câmera, iluminação e música, tanto quanto possível. Enquanto Sam e Jessica dormindo juntos na cama era suposto ser uma réplica exata de uma cena semelhante, a briga entre os irmãos eram diferentes. Porque o novo Sam é "muito bonito wussy a", Dean é capaz de derrubá-lo instantaneamente. Tucker observou que era também uma "maneira sorrateira" de sugerir que a nova realidade foi apenas uma ilusão, como ele é "re-vivenciar esse momento do piloto, pois seu mundo de fantasia está sendo gerado pelo que ele já conhece e viveu".
Muitas das fotos presentes em toda a casa Winchester foram photoshopped pelo artista gráfico Mary-Ann Liu. Cada um foi discutido e aperfeiçoado, como Kripke sentiram que foram importantes para mostrar a história nova família Winchester. Algumas imagens, como Dean no baile de finalistas e Sam na formatura, eram versões editadas de fotos de infância de Ackles e Padalecki.

### Música
O episódio possui arranjos orquestrais sintetizados e escritos por Christopher Lennertz. Como a produção da quarta temporada, o episódio tem sido o seu favorito para marcar. Lennertz utilizado um fagote solo para as cenas emocionais na realidade alternativa, em vez de o violoncelo que ele normalmente usa para o relacionamento com Sam e Dean. Ele observou que "definir um tom de chumbo muito interessante para o episódio". Seguindo a tradição da série, o episódio também contou com canções de rock.

## Recepção
Em sua transmissão original, "What Is and What Should Never Be" foi visto por cerca de 3,11 milhões de telespectadores, uma das mais baixas avaliações da temporada. Por outro lado, o escritor Raelle Tucker ganhou o Prêmio da Constelation de "Melhor Script geral de Filme ou Série de Ficção Cientifica de 2007" por seu trabalho no episódio, e o episódio teve reações positivas dos críticos. Tina Charles do TV Guide "adorou" o episódio, e considerou-o melhor desempenho de Jensen Ackles na série. Ele experimentou uma "montanha russa emocional o episódio inteira", encontrando monólogo de Dean no túmulo de seu pai para ser "esmagadora", mas a cena do cortador de grama era para ser "hilário". Da mesma forma, Diana Steenbergen da IGN deu ao episódio uma classificação de 9,2 de 10 pontos, elogiando o rápido ritmo, o desenvolvimento do caráter "pesado", e "uma tonelada e meia de angústia". Ela também sentiu que Ackles "bate a bola para fora do parque", e viu que o humor do episódio resultou da vontade de Ackles em ser um "grande bobalhão". As atrizes Samantha Smith e Adrianne Palicki foram "uma surpresa", embora Steenbergen teria gostado se Jeffrey Dean Morgan tivesse voltado.
Tom Burns da UGO considerou o episódio como "um dos momentos mais fortes de Supernatural durante toda a temporada", sentindo que "os atores realmente pisou o seu jogo… e vendeu cada momento". Ele também notou a "assumidamente emocionais" Ackles, que "[vestia] a sua alegria, tristeza, ansiedade e todo este rosto, mas sempre [mantidos] as coisas reais e no caráter". Apesar de Queimaduras acreditava que "desejo-mundo" histórias têm sido muito utilizada na ficção, ele sentiu que "hardcore agindo chops" Ackles "permitiu o episódio para" escapar da mediocridade". O episódio de "excelente" e "bem trabalhada", foi dada a 7 de 7 por TV Esquadrão do Amor Brett. Ele considerou o djinn como "uma das melhores representações de gênios" na cultura popular, e notou que a criatura tinha o "look perfeito assustador para ela". Ele ficou satisfeito ao ver Smith e retorno Palicki, e encontrou a personagem de Carmen para ser "uma boa adição à família". Don Williams do BuddyTV concordou e classificou o terceiro episódio na sua lista dos melhores episódios da três primeiras temporadas. Julgando-o o melhor episódio de autônomo, ele observou que "pode ser adotada por qualquer um que gosta de escrever inteligente, grande atuação, ou um Ackles Jensen sem camisa".